# Museo archeologico nazionale concordiese
Il Museo archeologico nazionale concordiese (conosciuto anche come museo nazionale concordiese o museo archeologico concordiese) è un museo archeologico situato a Portogruaro, nella città metropolitana di Venezia: conserva gli importanti reperti rinvenuti nella zona di Concordia Sagittaria.
Inaugurato nel 1888, dopo appena 22 anni dall'annessione del Veneto al Regno d'Italia, è uno dei più antichi musei statali italiani e il primo tra questi fondato nel Veneto.
Dal dicembre 2014 il Ministero per i beni e le attività culturali lo gestisce tramite il Polo museale del Veneto, nel dicembre 2019 divenuto Direzione regionale Musei.

## Storia

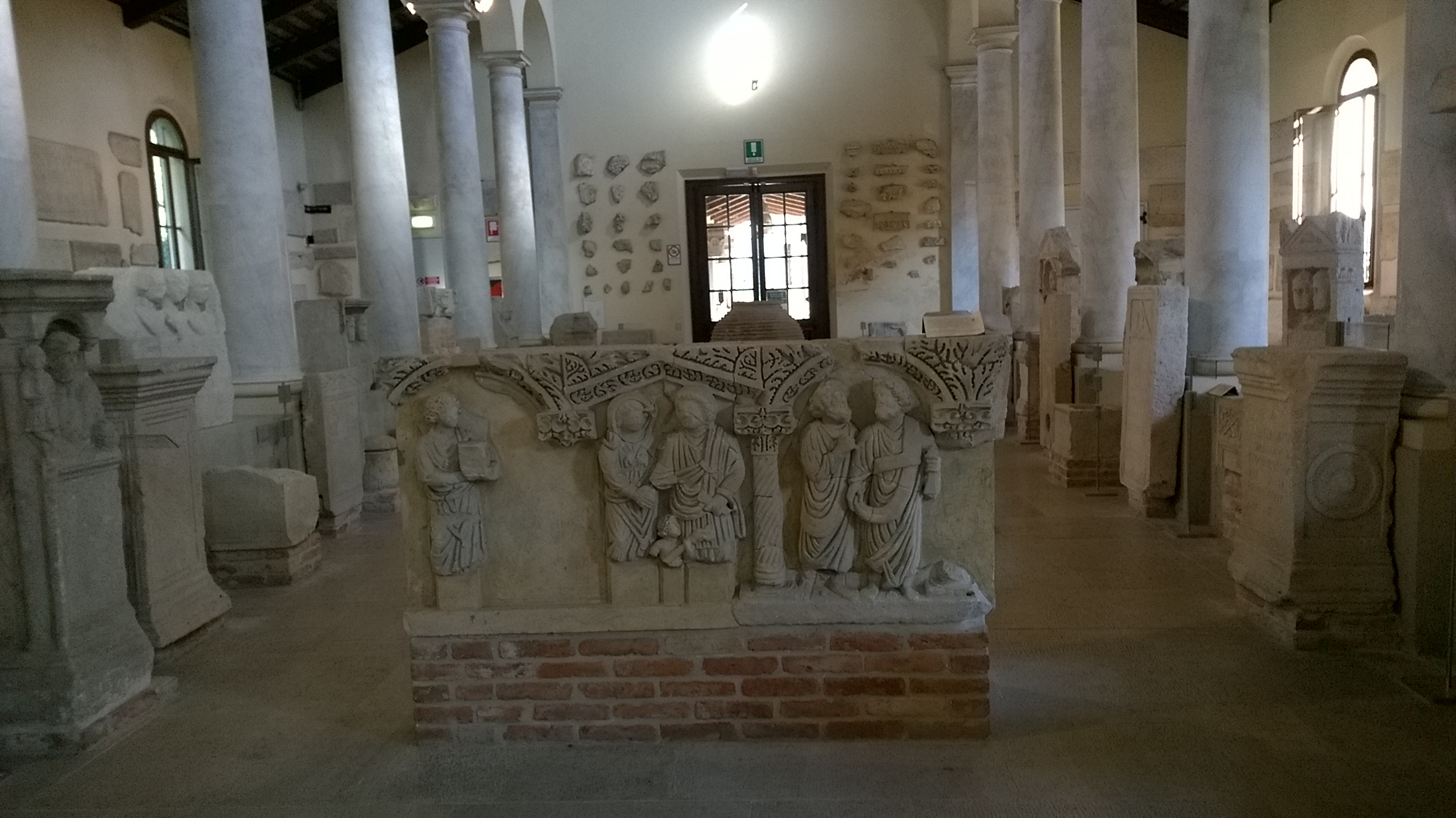
Sala dei sacofagi

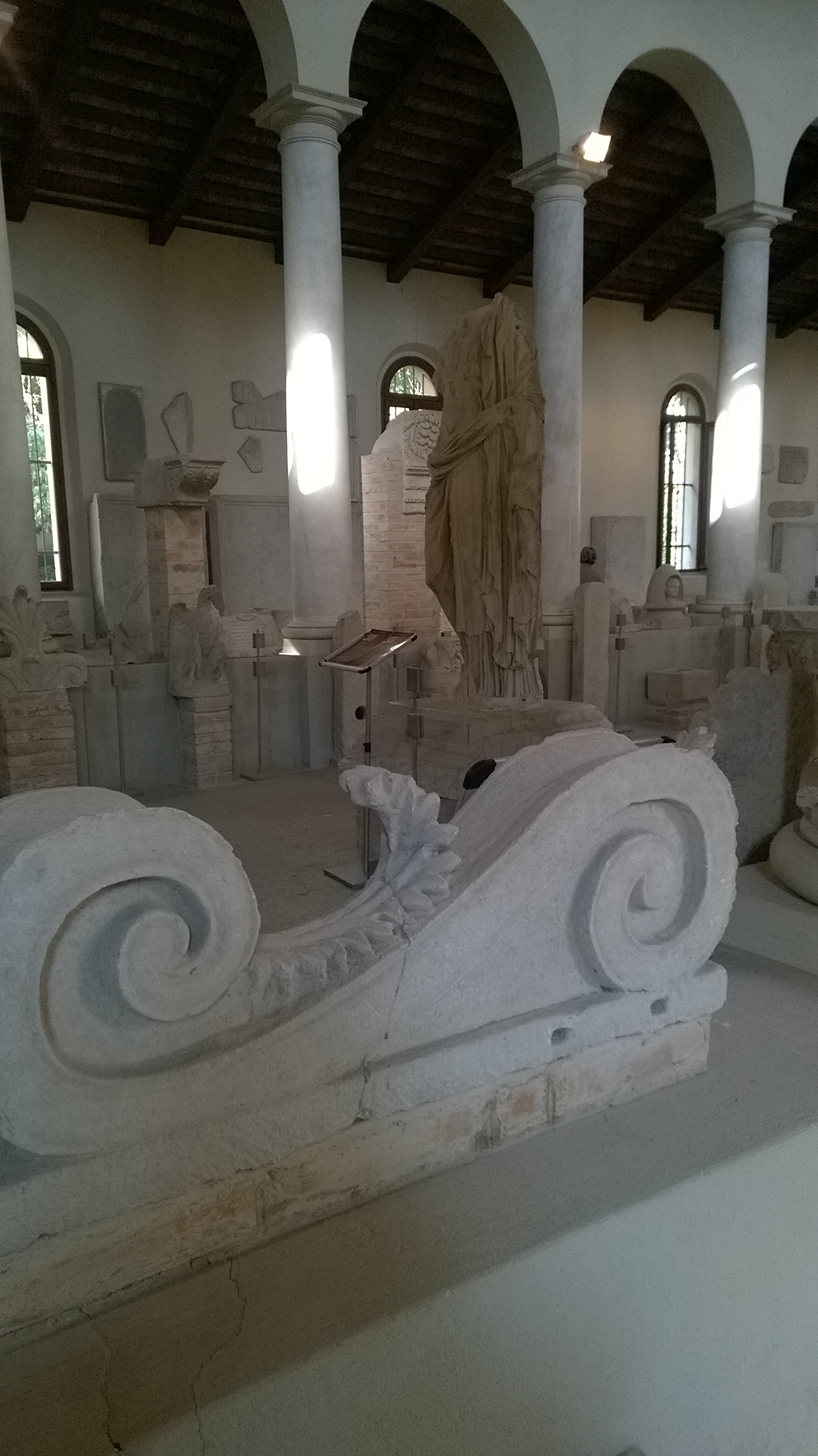
Sarcofago

Dalla fine del XVIII secolo la famiglia Muschietti di Portogruaro iniziò a collezionare reperti archeologici rinvenuti nella zona. Nella seconda metà dell'Ottocento la collezione fu lasciata in eredità all'amministrazione comunale di Portogruaro, che la conservò inizialmente presso la sede municipale.
Nel 1873 furono rinvenuti molti reperti archeologici nella vicina Concordia Sagittaria (anticamente chiamata Iulia Concordia) ed in particolare, durante la campagna di scavo negli anni 1880-1882, nel cosiddetto "sepolcreto dei militi". La Soprintendenza decise allora di creare un museo per riunire tutti i reperti rinvenuti e conservati temporaneamente presso il municipio di Concordia Sagittaria e nel seminario e nella casa Muschietti a Portogruaro. Il consiglio comunale di Portogruaro decise così di acquisire un terreno di proprietà del Seminario vescovile, su cui fu costruito il Museo Concordiese grazie ad un finanziamento del Ministero dei Beni Culturali.
La prima pietra del museo fu posta nel 1885 e il 28 ottobre 1888 si celebrò l'inaugurazione ufficiale. Il primo direttore del museo fu l'avvocato portogruarese Dario Bertolini, appassionato di archeologia e primo direttore degli scavi. Al posto di Concordia, il museo venne edificato a Portogruaro, più facile da raggiungere grazie alla presenza della ferrovia.
Nel 1986, dopo i lavori di restauro e riammodernamento, il Museo venne riaperto al pubblico.
In tempi più recenti è stato creato anche un museo civico a Concordia Sagittaria, che si inserisce nel percorso archeologico concordiese.

## Struttura
L'edificio a due piani del museo fu progettato dall'ingegnere Antonio Bon a forma di basilica paleocristiana, al fine di richiamare gli antichi edifici dei primi insediamenti di Concordia Sagittaria.
Il piano terra è costituito da una grande sala divisa in tre navate, a cui si accede da un atrio, nella quale sono esposti vari reperti architettonici, stele funerarie, ritratti e materiale epigrafico, raccolti ed esposti in base a criteri antiquari tipici della fine del XIX secolo. Nel pavimento della navata sono presenti tre mosaici, di cui il più importante raffigura le Tre Grazie, mentre i restanti due hanno stili geometrici. Nella sala laterale, a destra dell'entrata, vi sono oggetti decorati provenienti da Concordia Sagittaria e dintorni.
Al primo piano sono raccolti i reperti preromani e romani donati dai collezionisti locali e quelli scavati da Dario Bertolini alla fine dell'Ottocento, tra cui alcune raffigurazioni in bronzo. Nelle ulteriori vetrine sono poi esposti diversi oggetti di uso comune, come lucerne, vetri e monili.